# 入佐町
入佐町（いりさちょう）は、鹿児島県鹿児島市の町。旧薩摩国日置郡伊集院郷入佐村、日置郡上伊集院村大字入佐、日置郡松元町大字入佐。郵便番号は1738番地・1739番地は899-3206、その他は899-2706。人口は308人、世帯数は157世帯（2020年4月1日現在）。面積は6.8平方キロメートル。

## 地理
永吉川支流永田川上流域、鹿児島市の最西端に位置する。町域の北方には日置市伊集院町恋之原、同市伊集院町古城、南方には日置市吹上町永吉、平田町、西方には日置市日吉町吉利、日置市吹上町永吉、東方には直木町がそれぞれ接している。町域の北部を鹿児島県道35号永吉入佐鹿児島線が東西に横断する。
また、辺地に係る公共的施設の総合整備のための財政上の特別措置等に関する法律に基づき入佐町の全域が「入佐辺地」に指定されている。

### 河川
- 永吉川 - 日置市との境界線上を流れる[9]。
- 永田川

## 歴史

### 前史時代
地内字上の前の松山原にある旧大鳥神社跡から弥生土器、磨製石斧が発見され、口ノ坪からはこれらに加えて古墳時代の土師器、軽石製人形などが出土されており、古くから直木町とともに集落が付近にあったことがわかる。

### 入佐の成立
古くは平安時代に「納薩郷」（「日本地理志科」では「ヌサチ」、「地名辞書」では「イリサ」と読む）があったとされており、「松元町郷土誌」においては入佐のことではないかと推定している。また、永田川流域からは古代の石斧が発見されている。
室町時代初期には伊集院忠国の孫景氏が入佐に居住し入佐氏を名乗ったとされる。戦国時代には入佐という地名が見え、「伊集院諏訪御祭礼年四回数番帳」によれば名田名となり「入佐名」と称していた。

### 近世の入佐
江戸時代には薩摩国日置郡伊集院郷（外城）のうちであり、村高は「郡村高辻帳」及び「天保郷帳」ともに476石余、「由緒再撰帳」においては488石余、「旧高旧領取調帳」では511石余であった。天保年間の「入佐村竿次帳」においては門数は12であったと記されており、江戸時代末期の門としては中園、寺園、神野、松木園、下野、竹之内、畠中、南屋敷、九万田、南、川路、森園の12門があったとされる。上前集落には郷士が居住しており永吉郷境の監視を行っていた。
村内は上の前、大下、下原の3つの字に分かれていた。これらの3集落は閉鎖的で、共同体意識が強かったため、郷中山（入会地）の管理などの慣行や旧来の風習、伝統が第二次世界大戦終戦後まで残っていた。1880年（明治13年）には入佐村において1,200斤余の茶が生産されていたという。1886年（明治19年）には入佐簡易小学校が設置されたが、1892年（明治25年）に直木簡易小学校と合併し現在の鹿児島市立東昌小学校の前身となる東昌尋常小学校が開設された。

### 町村制施行以後
1889年（明治22年）4月1日には町村制が施行されたのに伴い、伊集院郷の南部にあたる上谷口村、春山村、石谷村、入佐村、直木村、福山村の区域より日置郡上伊集院村が成立した。それまでの入佐村は上伊集院村の大字「入佐」となった。1952年（昭和27年）5月31日には鹿児島から谷山・春山・入佐を経て伊作駅までを結ぶ南鉄バス（現在の鹿児島交通）のバス路線の運行が開始された。1960年（昭和35年）4月1日には上伊集院村が改称し松元村となり、同時に松元村が町制施行し松元町となった。
2001年（平成13年）に入佐字滝ノ元の一部が直木字永尾に編入され、日吉町大字吉利字春ヶ迫の一部を入佐字平木場に編入し、入佐字平木場の一部が日吉町大字吉利字春ヶ迫に編入された。
2004年（平成16年）11月1日に松元町が日置郡郡山町、鹿児島郡吉田町、桜島町、揖宿郡喜入町と共に鹿児島市に編入された。合併に際して設置された法定合併協議会である鹿児島地区合併協議会における協議によって、松元町の区域の大字については「字の区域を廃止し、当該廃止された字の区域に相当する区域により新たに町の区域を設定し、その名称については表示案に基づき、各町の意向を尊重し合併までに調整するものとする」と協定された。
前述の協定に基づいて、合併前の10月26日に鹿児島県の告示である「 町の区域の設定及び字の廃止」が鹿児島県公報に掲載された。この告示の規定に基づき、それまでの大字入佐は廃止され、大字入佐の全域を以て新たに鹿児島市の町「入佐町」が設置された。

### 字・町域の変遷
| 実施後                         | 実施年             | 実施前                         |
| ------------------------------ | ------------------ | ------------------------------ |
| 大字直木字永尾（編入）         | 2001年（平成13年） | 大字入佐字滝ノ元（一部）       |
| 大字入佐字平木場（編入）       | 2001年（平成13年） | 日吉町大字吉利字春ヶ迫（一部） |
| 日吉町大字吉利字春ヶ迫（編入） | 2001年（平成13年） | 大字入佐字平木場（一部）       |

## 人口
以下の表は国勢調査による小地域集計が開始された1995年以降の人口の推移である。
| 年                 | 人口 |
| ------------------ | ---- |
| 1995年（平成7年）  | 392  |
| 2000年（平成12年） | 399  |
| 2005年（平成17年） | 391  |
| 2010年（平成22年） | 337  |
| 2015年（平成27年） | 329  |

## 文化財

### 県指定
- 松元町入佐の田の神（有形民俗文化財（民俗資料））[33]
享保12年（1727年）に造立された田の神像であり、旧松元町内の田の神としては最古のものである[34]。1968年（昭和43年）3月29日に鹿児島県の有形民俗文化財に指定された[35]。

### 市指定
- 仙寿院跡（記念物（史跡））[36]

## 施設

### 公共
- 日置市クリーン・リサイクルセンター[37]
1997年（平成9年）に日置地区塵芥処理組合の広域処理施設として着工し1999年（平成11年）に竣工したが、2004年（平成16年）の市町村合併によって鹿児島市に編入された松元町は日置地区塵芥処理組合を脱退し、2005年（平成17年）には日置地区塵芥処理組合を構成していた町のうち松元町以外が新設合併し日置市となったことにより日置地区塵芥処理組合は解散し日置市の管理となった[38]。

### 寺社
- 大鳥神社[39]

## 祭事
- 入佐棒踊り
毎年11月下旬に行われる豊作を祈願し、大鳥神社に奉納される踊りである。1887年（明治20年）頃に隣接する吉利村（現在の日置市日吉町吉利）の扇尾地区から伝承したとされている[40][41]。

## 小・中学校の学区
市立小・中学校に通う場合、学区（校区）は以下の通りとなる。
| 町丁   | 番・番地 | 小学校               | 中学校               |
| ------ | -------- | -------------------- | -------------------- |
| 入佐町 | 全域     | 鹿児島市立東昌小学校 | 鹿児島市立松元中学校 |

## 交通

### 道路
主要地方道
- 鹿児島県道35号永吉入佐鹿児島線